# Mircea Lucescu
Mircea Lucescu (Bukurešt, 29. srpnja 1945.) rumunjski je nogometni trener i bivši nogometaš. Trenutačno je izbornik rumunjske nogometne reprezentacije. Kao igrač igrao je na poziciji krila.
Njegov sin, Răzvan Lucescu je bivši vratar. Lucescu je 2004. postao trener Šahtara, a u 12. godina je osvojio osam naslova prvaka Ukrajine i Kup UEFA 2009. godine. Rumunj prelazi u Zenit, gdje je Portugalac André Villas-Boas u svojoj zadnjoj sezoni osvojio treće mjesto u prvenstvu Rusije, ostao bez Lige prvaka i dobio otkaz. U kolovozu 2017. je Lucescu preuzeo klupu turske reprezentacije.